# 희리산
희리산(希夷山)은 대한민국의 충청남도 서천군과 종천면에 있는 산이다. 높이는 329m.  최고봉은 문수봉이다.
산 전체가 해송으로 가득차 있다. 희리산 해송 자연휴양림이 유명하다.